# Oshumaré
Oshumaré (portugiesisch Oxumare, yoruba Òṣùmàrè) ist ein Orisha in der Religion der Yoruba und der darauf beruhenden afroamerikanischen Religionen wie dem brasilianischen Candomblé oder der kubanischen Santería. In der synkretistischen Verbindung mit katholischen Heiligen wird er als Bartholomäus verehrt, im Voodoo wird er mit Damballah identifiziert.
Er ist der Orisha des Regenbogens, der als große Schlange von der Unterseite der Welt aufsteigt, um in den Wolken Wasser zu trinken. Vereinzelt gilt er als Diener des Shango, der Wasser von der Erde zu Shangos himmlischen Palast bringt.
Er beherrscht die Jahreszeiten, den Regen und die Trockenheit, und ist für Hunger und Wohlstand zuständig, was auch Wohlstand durch Lotteriegewinne und Ähnliches einschließt. Er gilt als Sohn der Nana Buruku und Zwillingsbruder des Babalú Ayé sowie als Krone der Yemayá. Im synkretistischen Umbanda ist er ein Aspekt des Oshun.